# Brisa Hennessy
Brisa Hennessy (Matapalo, 16 september 1999) is een Amerikaans-Costa Ricaanse surfer.

## Biografie

### Jeugd
Hennessy werd in 1999 geboren in het kustplaatsje Matapalo in de Costa Ricaanse provincie Puntarenas. Haar ouders zijn beide Amerikaans; haar moeder komt uit Hawaï en haar vader uit Californië. Zij hadden een surfschool in het dorp waar Hennessy tot haar negende levensjaar opgroeide en als kind begon met surfen. Vervolgens verhuisde ze naar Oahu voor school en later – gedurende haar tienerjaren – naar Fiji voor haar carrière als surfer.

### Carrière
Hennessy deed van 2012 tot en met 2017 mee aan de jongerentour van de World Surf League. In 2016 won ze het eindklassement van deze competitie, nadat ze in Sunset Beach ook haar eerste toernooi had gewonnen. Bij het wereldkampioenschap voor junioren in Kiama verloor ze de halve finale van Mahina Maeda. In 2014 nam ze voor het eerst deel aan de Qualifying Series; ze eindigde als vijfde nadat ze in Oceanside de kwartfinale van Tatiana Weston-Webb verloor. Twee jaar later behaalde ze in de Series haar eerste podiumplaats toen ze in Santa Bárbara tweede werd achter Justine Dupont. Daarnaast debuteerde ze dat jaar in Bells Beach in de Champions Tour.
In 2017 was Hennessy actief in de jongerentour, de Series en middels een wildcard in de Champions Tour. Het jaar daarop won ze in Port Elizabeth haar eerste toernooi in de Series door Dominic Barona in de finale te verslaan. Ze eindigde op de vijfde plaats in het eindklassement en plaatste zich daarmee voor de Champions Tour in 2019. Daar was een derde plaats in Keramas op Bali het beste resultaat nadat ze de halve finale van Sally Fitzgibbons verloren had. Ze eindigde als elfde in het eindklassement van de Champions Tour. Zodoende kwalificeerde Hennessy zich voor de Olympische Spelen in Tokio waar surfen voor het eerst op het programma staat. Daar bereikte ze in 2021 in de kwartfinale die verloren werd van Caroline Marks.